# Indiana Evans
Indiana Rose Evans (Sídney, Nueva Gales del Sur; 27 de julio de 1990), más conocida como Indiana Evans, es una actriz, cantante y modelo australiana.

## Biografía
Comenzó a estudiar en la secundaria Newtown School for Performing Arts, pero lo dejó a las dos semanas para centrarse en su carrera como actriz, inscribiéndose en un curso de interpretación a distancia hasta los 15 años.
Es muy buena amiga de las actrices Sharni Vinson y Jodi Gordon, intérpretes de Cassie Turner y Martha Holden respectivamente en Home and Away, y también es buena amiga de Brooke Callaghan.

## Carrera

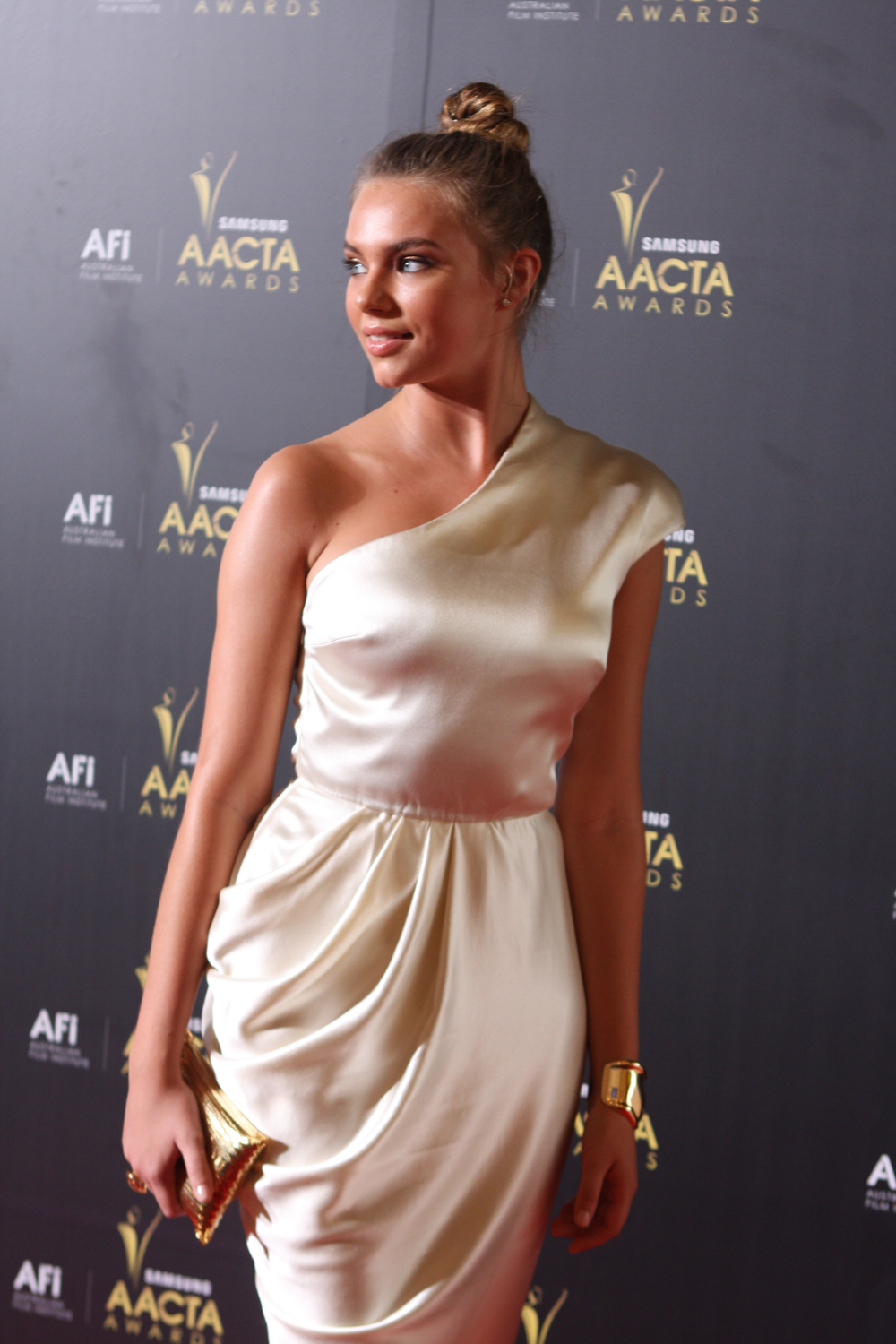
Indiana Evans agli AACTA Awards 2012.

Indiana comenzó a interesarse por la actuación a la edad de 5 años, y a los 7 años sus padres la inscribieron en clases de ballet y más tarde de jazz y claqué. 
A los 10 años se interesó por los instrumentos musicales y recibió clases de percusión antes de entrar en una agencia de actores. Durante su primer año en la agencia hizo de modelo y asistió a pruebas para anuncios de televisión.
A los 11 años, en 2001, consiguió su primer papel en un anuncio de Asguard.
A los 13 años (2003) interpretó a Milly Roberts en un episodio de la exitosa serie australiana All Saints.
Ese mismo año formó parte del reparto de la serie Las aventuras de Snobs, en la que interpretó a Abbie Oakl hasta el año siguiente, en que se integró en el elenco de la aclamada serie australiana Home and Away, en la que interpretó a Matilda Hunter hasta el 2008. Por su interpretación fue nominada en 2005 para los premios Logie en la categoría de Revelación Femenina Más Popular.
En abril de 2008 se informó que los productores de la serie no la habían renovado el contrato, lo que fue desmentido por Indiana, que manifestó que era ella la que lo había rechazado porque quería actuar en otras cosas. 
Ese mismo año interpretó a China Williams en la serie dramática australiana The Strip, junto con el actor Bobby Morley.
En 2009 se incorporó al reparto principal de la tercera temporada de la serie australiana H2O: Just Add Water interpretando a Bella Hartley, una sirena con poderes de gelaquinesis, que convierte el agua en gelatina, y de cristaloquinesis, capaz de cristalizarla, es decir, solidificarla.
En 2010 interpretó a Naomi Tate en la película de ciencia ficción Arctic Blast, y fue estrella invitada en un episodio de la serie policíaca Cops: L.A.C. interpretando a una adolescente que huye de su casa y termina convirtiéndose en prostituta. En la serie coincidió con su antigua compañera de Home and Away, la actriz Kate Ritchie.
En julio de 2011 se integró en la serie Crownies, en la que interpretó a la abogada Tatum Novak hasta el final de la serie de diciembre del mismo año, cuando se decidió hacer una serie derivada ('spin-off') en lugar de una segunda temporada.
En el 2012 apareció en la película Blue Lagoon: The Awakening en la que interpretó a Emmaline "Emma" Robinson, junto a Brenton Thwaites.
En 2014 se incorporó al reparto secundario de la serie Janet King, derivada de Crownies, en la que interpreta nuevamente a la abogada Tatum Novak.
En marzo de 2015 se unió al elenco principal de la versión norteamericana de la serie Secrets and Lies en la que interpreta a Natalie Crawford, la joven hija de Ben Crawford (Ryan Phillippe), un hombre que encuentra el cuerpo de un niño, de cuya muerte se vuelve el principal sospechoso.

## Filmografía

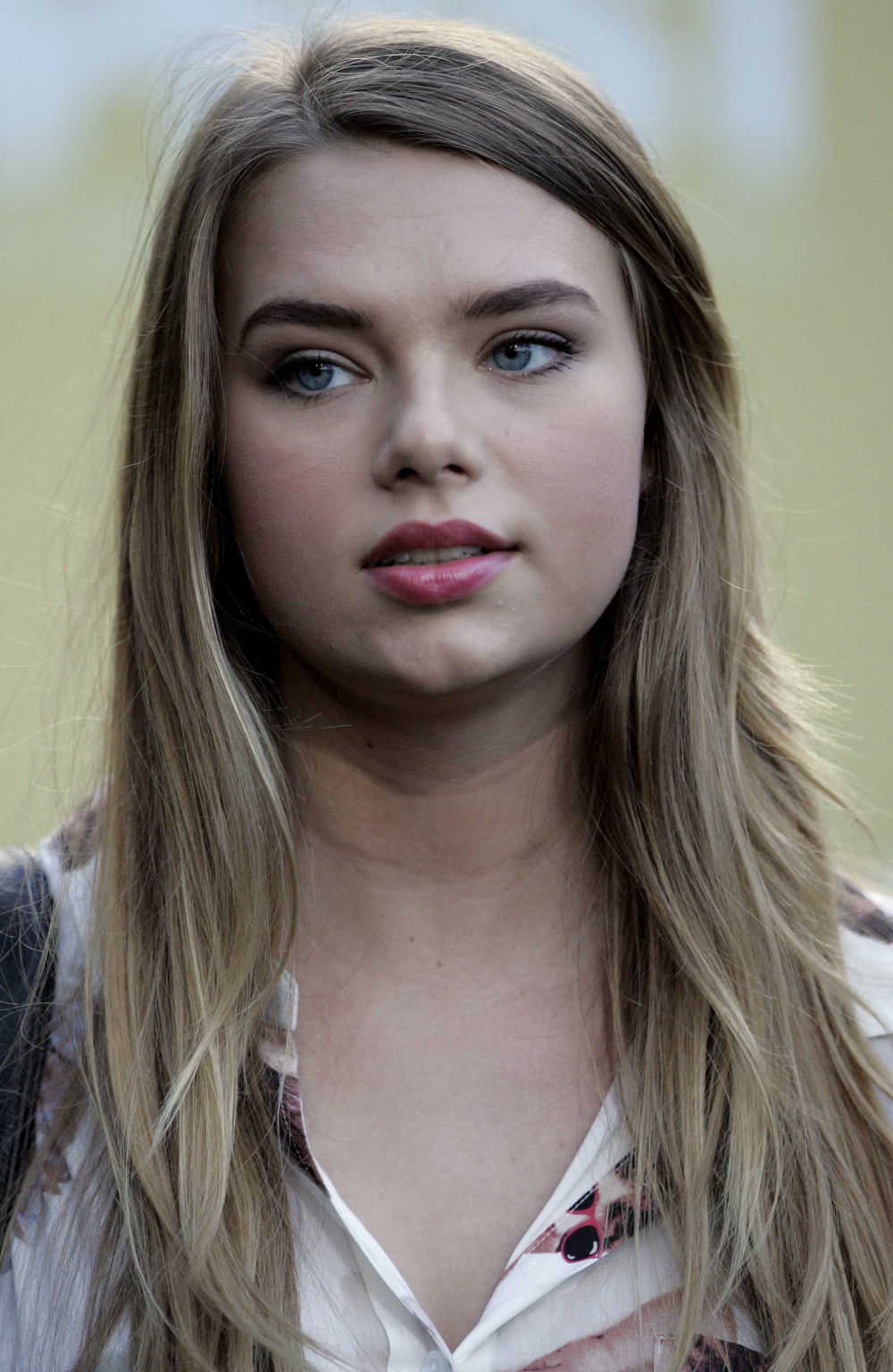
Indiana durante el Tropfest en el 2013.

### Series de televisión
| Año         | Título                 | Personaje        | Notas         |
| ----------- | ---------------------- | ---------------- | ------------- |
| 2003        | All Saints             | Milly Roberts    | 1 episodio    |
| 2003 - 2004 | Las aventuras de Snobs | Abby Oakley      | 26 episodios  |
| 2004 - 2008 | Home and Away          | Matilda Hunter   | 197 episodios |
| 2008        | The Strip              | China Williams   | 1 episodio    |
| 2009 - 2010 | H2O: Just Add Water    | Bella Hartley    | 26 episodios  |
| 2010        | Cops: L.A.C.           | Kylie Tremaine   | 1 episodio    |
| 2011        | Crownies               | Tatum Novak      | 22 episodios  |
| 2014        | Janet King             | Tatum Novak      | 4 episodios   |
| 2015        | Secrets and Lies       | Natalie Crawford | 10 episodios  |
| 2015        | House Husbands         | Tash             | 2 episodios   |
| 2015        | Ash vs Evil Dead       | Engaged Hikaru   | 2 episodios   |

### Películas
| Año  | Título                                          | Personaje         | Notas        |
| ---- | ----------------------------------------------- | ----------------- | ------------ |
| 2009 | Burden                                          | Lara Boyd-Cutler  | Cortometraje |
| 2009 | A Model Daughter: The Killing of Caroline Byrne | Kylie Watson      | Protagonista |
| 2010 | Arctic Blast                                    | Naomi Tate        | Protagonista |
| 2011 | Smith                                           | Kia               | Cortometraje |
| 2012 | Blue Lagoon: The Awakening                      | Emmaline Robinson | Protagonista |
| 2022 | Thor: Love and Thunder                          | Zeusette          |              |

### Discografía
- Álbumes para banda sonora: H2O: Just Add Water 3

## Premios y nominaciones
| Año  | Categoría                      | Premio                         | Serie         | Resultado |
| ---- | ------------------------------ | ------------------------------ | ------------- | --------- |
| 2008 | Queen of Teen                  | Dolly Teen Choice Awards       | Home and Away | Ganó      |
| 2008 | Sexiest Female                 | Inside Soap Award              | Home and Away | Ganó      |
| 2007 | Best Young Actor               | Inside Soap Award              | Home and Away | Ganó      |
| 2005 | Rising Star                    | Nickelodeon Kids' Choice Award | Home and Away | Ganó      |
| 2005 | Most Popular New Female Talent | Logie Award                    | Home and Away | Ganó      |